# Diócesis de Veršov
La diócesis de Veršov, de Karšuva, de Wersovia, de Wersomia o de Wersonia (en latín: Dioecesis Wersoviensis y en letón: Veršovijas bīskapija) fue una circunscripción eclesiástica de la Iglesia católica en Lituania. Fue suprimida en 1260. Se trata de una diócesis latina, sufragánea de la arquidiócesis de Riga.

## Territorio y organización

Área habitada aproximada por las tribus bálticas alrededor de los siglos -

La diócesis extendía su jurisdicción sobre los fieles católicos de rito latino residentes en las regiones habitadas por los karšuvianos en Samogitia y Lituania Menor.
La sede de la diócesis se encontraba en la hoy inexistente localidad de Karšuva (Veršov habitualmente se considera una corrupción de Karšuva).

## Historia
La diócesis fue erigida en la primera mitad del siglo XIII cuando, tras las llamadas Cruzadas bálticas, la región báltica se convirtió al cristianismo. Las cruzadas bálticas fueron emprendidas por los reyes católicos de Suecia y Dinamarca y las órdenes Teutónica y Livonia contra los pueblos paganos de la Europa nororiental y la cuenca del mar Báltico. 
En 1199 Albert von Buxthoeven fue nombrado por el arzobispo Hartwig II de Hamburgo-Bremen para cristianizar los países bálticos. Albert comenzó su tarea recorriendo el Sacro Imperio Romano Germánico, predicando una cruzada contra los países bálticos, y para ello contó con la ayuda de una bula papal que declaraba que luchar contra los paganos bálticos era del mismo rango que participar en una cruzada a Tierra Santa. Aunque desembarcó en la desembocadura del Duina en 1200 con sólo 23 barcos y 500 soldados, los esfuerzos del obispo aseguraron un flujo constante de reclutas. Los primeros cruzados solían llegar para luchar durante la primavera y regresaban a sus hogares en otoño. Para garantizar una presencia militar permanente, en 1202 se fundó la Orden de los Hermanos Livonios de la Espada.
El 22 de septiembre de 1236 tuvo lugar la Batalla de Saule en la frontera norte del "País del Sol", en la que las tropas samogitias y semigalias lideradas por Vykintas destruyeron el ejército cruzado combinado. El 17 de septiembre de 1237, refiriéndose a la bula del papa Gregorio IX del 28 de febrero de 1234, el legado papal Guillermo de Módena determinó los siguientes límites de las diócesis de Curlandia y Semigalia: la diócesis de Curlandia incluía el área entre entre los ríos Nemunas y Venta hasta Samogitia, así como las regiones entre los límites de Abava, Venta y Semigalia; todo el resto de Semigalia y los distritos de Kurusu entre Nemunas y Daugava a un lado del río Neris permanecieron en la diócesis de Semigalia.
En la primavera de 1251 el maestre de la Orden de Livonia, Andreas von Stirland, tras reconciliarse con el líder lituano Mindaugas, le ofreció que se convirtiese al cristianismo, prometiéndole entregarle a cambio la corona real. El papa Inocencio IV declaró que Lituania pertenecía a la Santa Sede bajo el patrocinio de Pedro, y delegó al gran maestre livonio para coronar a Mindaugas como rey de Lituania. En Riga se fabricaron dos coronas de oro para el rey y su esposa Marta. El obispo de Kulm en Prusia fue invitado a participar en la ceremonia de coronación. El 21 de agosto de 1253 el papa Inocencio IV confirmó a la Orden de Livonia las tierras que le había entregado el rey lituano Mindaugas con motivo de su coronación: todo Karšuva (en lituano Veršov) y Vanga, así como la mitad de los territorios de Dainava y Raseiniai [en el documento: Raseiņiem (Rasseyene), Laukuvas (Lukowe), Betigalas (Betegalle), Arjogalas (Eregalle) y Dainavas (Deynowe), pero todo Kuleni, Karšuvu, Kraži (Crase), Nadravu (Nederowe), Veizi (Weyze o Weyse) y Vangu (Wange)]. El papa Inocencio IV también ordenó al arzobispo Alberto II de Livonia y Prusia consagrar y juramentar al hermano Cristian (Krišjāni en letonio) de la Orden Teutónica como obispo de Lituania, de acuerdo con los deseos del rey Mindaugas. El 12 de marzo de 1254, Mindaugas concedió al obispo Cristian la (segunda) mitad de las tierras de Raseiņiem (Rassegene), Betigalas (Betegallen) y Laukuvas (Lokowe).
El 20 de enero de 1255 el papa Alejandro IV tomó bajo su protección la recién erigida arquidiócesis de Riga en la "Isla de Livonia" junto con los obispados sufragáneos subordinados a ella, entre los que se menciona el obispado de Veršov.
En la primavera de 1259 la Orden Teutónica construyó el Castillo de San Jorge (Georgenburg) para someter a Karšuva, situado en lo que hoy es Jurbarkas. Los samogitios construyeron su fortaleza en el castro de Kalnenai, cerca del castillo de los cruzados. En el año 1260 tuvo lugar la Batalla de Jurbarkas entre las dos fortalezas. En 1260 el papa Alejandro IV confirmó los derechos de la Orden Teutónica sobre dos tercios del territorio de Curlandia, así como los derechos sobre las tierras recibidas como regalo vasallo del rey lituano Mindaugas y del obispo lituano Cristian.
El 13 de julio de 1260 las tropas samogitias derrotaron a las fuerzas combinadas de los caballeros teutónicos y la Orden Livonia en la Batalla de Durbe, obligando a la orden a abandonar temporalmente Karšuva. En 1261 Mindaugas tomó Samogitia bajo su gobierno, renunció al cristianismo y a la unión con la Orden de Livonia, desapareciendo la diócesis de Veršov o Karšuva.

## Episcopologio
- Cristian (Krišjāni), O.T. † (1254-después del 13 de julio de 1260 expulsado)